# Luis Chiozza
Luis Antonio Chiozza (Buenos Aires, 5 de noviembre de 1930), es un médico psicoanalista argentino, ganador del Premio Konex en 1996 y conocido por sus investigaciones sobre medicina psicosomática.

## Trayectoria
Chiozza terminó sus estudios en Medicina en la Universidad de Buenos Aires en 1956. Cinco años después se dedicó al psicoanálisis. Su interés primordial fue el estudio de las enfermedades psicosomáticas y los fenómenos psicosomáticos.
Es miembro titular de la Asociación Psicoanalítica Argentina, es miembro titular de la International Psychoanalitical Asociation. Es miembro titular de la Sociedad de Psicología Médica, Psicoanálisis y Medicina
Psicosomática de la Asociación Médica Argentina.
Fue profesor académico en el Instituto de Psicoanálisis de la Asociación Psicoanalítica Argentina, en la Universidad de Buenos Aires, en la Universidad del Salvador.
Además fundó la revista Eidón y el Centro de Investigación en Psicoanálisis y Medicina Psicosomática en Buenos Aires.
Chiozza es el director del Centro Weizsacker de Consulta Médica.
Chiozza es el director del Instituto de Docencia e Investigación de la Fundación Luis Chiozza.
Además es Presidente Honorario del Istituto di Ricerca Psicosomática-Psicoanalítica Armina Aberastury de Perugia, Italia.
También es miembro del Comité Promotor de Seminarios, en el Istituto di Psicologia, Facolta Medica, Università degli Studi di Milano.
Forma parte del comité de revisión de trabajos por pares de varias revistas científicas internacionales, como la Journal of Neuro-Psychoanalysis, publicada por la International University Press de Nueva York o de la Rivista della Società Italiana di Antropología Medica de Roma, entre otras.
Ha dictado cursos y seminarios en distintas universidades de Italia, España, Argentina, Brasil y Estados Unidos.

## Distinciones
- Premio Konex en Humanidades. Diploma al Mérito en la disciplina Psicoanálisis, 1996.
- Premio "Grifo D’ Argento" de la Comuna de Génova.
- Declarado “Visitante Distinguido de la ciudad de Río Cuarto” por el Concejo Deliberante de le Ciudad de Río Cuarto en 2009.
- Doctor honoris causa de la Universidad Nacional de Río Cuarto.

## Obras
Ha publicado docenas de libros en la Argentina, en España, en Brasil, en Italia, en los Estados Unidos y artículos en revistas científicas internacionales. Algunos (no todos) de sus libros más conocidos son:
- Psicoanálisis de los trastornos hepáticos. Editorial: Buenos Aires, Kargieman, 1970.
- Un estudio del hombre que padece.Editorial: Buenos Aires, Kargieman, 1970.
- Cuerpo, afecto y lenguaje: psicoanálisis y enfermedad somática. Editorial: Buenos Aires, Paidos, 1976.
- Trama y figura del enfermar y del psicoanalizar: cuerpo, afecto y lenguaje: presencia, transferencia e historia. Buenos Aires, Editorial Paidós, 1980.
- Psicoanalisi e cancro: per una concezione psicoanalítica del cancro. Roma, Editorial Borla, 1981.
- Corpo, affetto e linguaggio: psicanalisi e malattia somatica.	Torino, Editorial Loescher, 1981.
- La capacidad simbólica de los trastornos somaticos. Reflexiones sobre el pensamiento de Wilfred R. Bion. Argentina, Asociación Psicoanalítica Argentina, 1988.
- Storie di vita, storie di malattia. Roma, Editorial Borla, 1989.
- Per un incontro tra medicina e psicoanalisi. Roma, Editorial Borla, 1995.
- Del afecto a la afección: obesidad, SIDA, hiper e hipotiroidismo, enfermedades periodontales, caries dental. 	Madrid, Editorial Alianza, 1997.
- Hacia una teoría del arte psicoanalítico. España, Madrid, Editorial Alianza, 1998.
- Perché ci ammaliamo? La storia che si nasconde nel corpo. Roma, Editorial Borla, 1988.
- Hidden affects in somatic disorders: psychoanalytic perspectives on asthma, psoriasis, diabetes, cerebrovascular disease, and other disorders. Estados Unidos, Madison, Connecticut, Psychosocial Press, 1998.
- Diálogo psicoanalítico sobre psicosomática entre Andre Green y Luis Chiozza.	Madrid, Editorial Alianza, Isbn 9789504000716, 1998.
- Un lugar para el encuentro entre medicina y psicoanálisis. Buenos Aires, Editorial Alianza, 1999.
- Why do we fall ill? the story hiding in the body. Estados Unidos, Madison, Connecticut, Psychosocial Press, 1999.
- Las cosas de la vida: composiciones sobre lo que nos importa. Editorial: Buenos Aires, Libros del Zorzal, 2005.
- Patosofía. Buenos Aires, Argentina, Libros del zorzal, 2005.
- ¿Por qué enfermamos? la historia que se oculta. Editorial: Buenos Aires, Libros del Zorzal, 2007.
- Por qué ́nos equivocamos? lo malpensado que emocionalmente nos conforma. Editorial: Buenos Aires, Libro del Zorzal, 2008.
- Tres edades de la vida. Editorial: Buenos Aires, Libros del Zorzal, 2009.
- Escritos de antropología médica. Buenos Aires, Libros del Zorzal, 2009.
- Lo que hace un psicoanalista cuando psicoanaliza a un paciente. Editorial: Argentina, Libros del Zorzal, 2010.
- Caperucita verde/Green Riding Hood. 	Editorial Libros Del Zorzal 2010.
- Tu y Yo/You and I. Editorial Libros Del Zorzal 2010.
- Cuerpo, alma y espíritu/Body, mind and soul. Editorial Libros Del Zorzal 2010.
- Cáncer, por qué a mí, por qué ahora? / Why Me, Why Now? Editorial Libros Del Zorza 2010.
- Hipertensión / Hypertension Soy O Estoy Hipertenso? / I'm or Am I Hypertensive? Editorial Libros Del Zorza 2011.